# Desmodium subrosum
Desmodium subrosum là một loài thực vật có hoa trong họ Đậu. Loài này được G.L. Nesom miêu tả khoa học đầu tiên năm 1993.